# Крис Рисола
Крис Рисола (на английски: Chris Risola) е американски музикант и автор на песни. Той е най-известен като оригиналния водещ китарист на глем метъл групата Стийлхарт. В групата Рисола свири в периода от 1990 до 1992 и от 2006 г. На 24 юни 2012 г. заедо със Стийлхарт осъществяват концерт в Летния театър на град Бургас.
Израснал в Дариен, Кънектикът, Рисола получава като награда първата си китара през 1971 г. и започва да учи музикална теория и джаз.

## Дискография
| Can't Stop Me Lovin' You            | MCA Records           | 1990 |
| Steelheart                          | MCA Records           | 1990 |
| Tangled In Reins                    | MCA Records           | 1992 |
| 아름다운 나의 신부 / OCN 주말드라마 | Vitamin Entertainment | 2015 |

## Видеография
| Can't Stop Me Lovin' You | MCA Records | 1990 |
| She's Gone               | MCA Records | 1991 |
| I'll Never Let You Go    | MCA Records | 1991 |
| Everybody Loves Eileen   | MCA Records | 1991 |
| Sticky Side Up           | MCA Records | 1992 |